# Championnat d'Allemagne de football 1961-1962
Navigation
Meisterschaft
(Oberligen)
1960-1961 Meisterschaft
(Oberligen)
1962-1963
La saison 1961-1962 du Championnat d'Allemagne de football est la 52e édition de la première division allemande.Le championnat fut disputé par 9 clubs issus de cinq ligues supérieures (les champions et vice-champions des Oberligen Nord, West, Südwest, Süd et le champion de l'Oberliga Berlin).
Depuis 1947, quatre Oberligen (Nord, West, Süd et Südwest) s'étaient constituées auxquelles s'ajoutait la Vertragsliga Berlin. Celle-ci fut, par facilité, familièrement dénommée "Oberliga Berlin". Depuis la saison 1950-1951, cette ligue ne concernait plus que les clubs situés à Berlin-Ouest. Malgré la faiblesse générale de ses clubs par rapport à la moyenne générale, la "Ligue berlinoise" resta maintenue jusqu'en 1963 pour d'évidentes raisons politiques, mais aussi "sentimentales".
Après un tour préliminaire qui concerne deux équipes pour une place en phase finale, les huit équipes qualifiées sont regroupés en deux poules de quatre équipes, où chaque formation rencontre ses adversaires une seule fois, sur terrain neutre. Le premier de chaque poule se qualifie pour la finale nationale, disputée sur un match.
C'est le club du 1. FC Köln qui remporte le championnat en battant en finale le 1. FC Nürnberg, tenant du titre. C'est le premier titre de champion d'Allemagne de l'histoire du club.

## Oberliga Nord
L'Oberliga Nord 1961-1962 (en français : Ligue supérieure de football d'Allemagne du Nord) fut une ligue de football. Elle fut la 14e édition de cette ligue en tant que partie intégrante du Championnat d'Allemagne de football.
Cette zone couvrait le Nord du pays et regroupait les Länder de Basse-Saxe, du Schleswig-Holstein et le territoire des « Villes libres » de Brême et de Hambourg.
De 1946 à la fin de l'été 1948, les équipes de cette zone avaient pris part, en commun avec cette de la zone « Ouest », aux compétitions appelées Meisterschaft der Britische Besatzungzone 1946-1947 et Meisterschaft der Britische Besatzungzone 1947-1948.

### Compétitions
Hamburger SV remporta son 13e titre de Norddeutscher Meister, pour la troisième fois consécutive devant le Werder Bremen qui termina vice-champion. Les deux clubs se qualifièrent pour la phase finale nationale.
Les deux derniers classés furent relégués en Amateurliga.

#### Légende
| Légende         |                                                                   |
| C               | Norddeutscher Meister & qualifié pour la phase finale nationale   |
| Q               | qualifié pour la phase finale nationale                           |
| (T)             | Tenant du titre de l'Oberliga Nord 1960-1961                      |
| R               | Relégué en en Amateurligen vue de la saison suivante              |
| en augmentation | club promu des Amateurligen depuis la fin de la saison précédente |

#### Classement
|   |    |                              | M  | G  | N  | P  | +   | -  | Avg  | Pts |
| - | -- | ---------------------------- | -- | -- | -- | -- | --- | -- | ---- | --- |
| C | 1  | Hamburger SV (T)             | 30 | 24 | 2  | 4  | 100 | 34 | 2,94 | 50  |
| Q | 2  | SV Werder Bremen             | 30 | 18 | 8  | 4  | 87  | 33 | 2,64 | 46  |
|   | 3  | VfV Hildesheim               | 30 | 20 | 2  | 8  | 77  | 40 | 1,93 | 42  |
|   | 4  | FC St. Pauli                 | 30 | 17 | 6  | 7  | 72  | 51 | 1,41 | 40  |
|   | 5  | Kieler SV Holstein           | 30 | 17 | 3  | 10 | 84  | 52 | 1,62 | 37  |
|   | 6  | Braunschweiger TSV Eintracht | 30 | 13 | 10 | 7  | 67  | 55 | 1,22 | 36  |
|   | 7  | VfL Osnabrück                | 30 | 12 | 6  | 12 | 40  | 52 | 0,77 | 30  |
|   | 8  | VfR Neumünster               | 30 | 12 | 3  | 15 | 48  | 56 | 0,86 | 27  |
|   | 9  | ASV Bergedorf 85             | 30 | 10 | 7  | 13 | 45  | 55 | 0,82 | 27  |
|   | 10 | VfB Oldenburg                | 30 | 11 | 3  | 16 | 42  | 59 | 0,71 | 25  |
|   | 11 | FC Altona 93                 | 30 | 10 | 4  | 16 | 47  | 79 | 0,59 | 24  |
|   | 12 | Concordia Hamburg            | 30 | 8  | 7  | 15 | 47  | 50 | 0,94 | 23  |
|   | 13 | Hannover SV 96               | 30 | 6  | 11 | 13 | 47  | 60 | 0,78 | 23  |
|   | 14 | TuS Bremerhaven 93           | 30 | 8  | 7  | 15 | 35  | 65 | 0,54 | 23  |
| R | 15 | Bremer SV                    | 30 | 6  | 6  | 18 | 40  | 84 | 0,48 | 18  |
| R | 16 | SV Eintracht Nordhorn        | 30 | 4  | 3  | 23 | 42  | 95 | 0,44 | 11  |

### Parcours européens

#### Coupe des Vainqueurs de Coupe
Vainqueur de la DFB-Pokal 1961, le SV Werder Bremen participa à la Coupe d'Europe des Vainqueurs de Coupe. Le club allemand fut éliminé en quarts de finale.
- 8e de finale

| Équipe 1     | Résultat | Équipe 2  | Aller | Retour |
| ------------ | -------- | --------- | ----- | ------ |
| Werder Brême | 5 - 2    | AGF Århus | 2 - 0 | 3 - 2  |

- Quart de finale

| Équipe 1     | Résultat | Équipe 2        | Aller | Retour |
| ------------ | -------- | --------------- | ----- | ------ |
| Werder Brême | 2 - 4    | Atlético Madrid | 1 - 1 | 1 - 3  |

#### Coupe des Villes de Foires
Comme lors des deux éditions précédentes (58-60 et 60-61), le Hannover SV 96 avait été choisi pour participer à la quatrième édition de la Coupe d'Europe des Villes de Foires. Le club allemand fut éliminé dès les 1er tour.
- 1er tour

| Équipe 1       | Résultat | Équipe 2           | Aller | Retour |
| -------------- | -------- | ------------------ | ----- | ------ |
| Hannover SV 96 | 0 - 3    | Espanyol Barcelone | 0 - 1 | 0 - 2  |

### Montées depuis l'échelon inférieur
Les deux derniers classés furent relégués et remplacés, en vue de la saison suivante, par deux clubs promus depuis les Amateurligen: SV Arminia Hanovre et VfB Lübeck.

## Vertragsliga Berlin
L’Oberliga Berlin 1961-1962 — nom officiel Vertragsliga Berlin, en français : « Ligue berlinoise de football » — fut une ligue de football organisée à Berlin-Ouest.
Ce fut la 15e édition de cette ligue en tant que partie intégrante du Championnat d'Allemagne de football (deux éditions avaient eu lieu à titre « individuel » en 1945-1946 et en 1946-1947).
Depuis la saison 1950-1951, seuls les clubs localisés dans les différents districts de Berlin-Ouest participent à cette ligue.

### Nom officiel
Précisons que l'appellation officielle de la ligue fut Vertragsliga Berlin. Mais afin de faciliter la compréhension et le suivi de saison en saison, nous employons expressément le terme « Oberliga Berlin », puisque dans la structure mise en place par la DFB, cette ligue allait avoir dans les saisons suivantes, la même valeur que les quatre autres Oberligen (Nord, Ouest, Sud et Sud-Ouest).

### Compétition
Le SC Tasmania 1900 Berlin récupéra le titre de Berliner Meister perdu la saison précédente et se qualifia pour la phase finale nationale.
Depuis que la ligue avait été réduite à dix participants, seul le dernier classé fut relégué.

#### Légende
| C               | Berliner Meister & qualifié pour la phase finale nationale (également désigné pour participer à la 5e édition de la Coupe d'Europe des Villes de Foires) |
| (T)             | Tenant du titre Berliner Meister 1960-1961 |
| R               | Relégué en vue de la saison suivante |
| en augmentation | club promu des séries inférieures depuis la fin de la saison précédente                                                                                  |

#### Classement
Afin de disputer un plus grand nombre de matches, chaque équipe rencontra trois fois chaque adversaire.
|   |    |                         | M  | G  | N | P  | +  | -  | Avg  | Pts |
| - | -- | ----------------------- | -- | -- | - | -- | -- | -- | ---- | --- |
| C | 1  | SC Tasmania 1900 Berlin | 27 | 19 | 6 | 2  | 72 | 19 | 3,79 | 44  |
|   | 2  | Hertha BSC Berlin (T)   | 27 | 19 | 5 | 3  | 73 | 32 | 2,28 | 43  |
|   | 3  | Tennis Borussia Berlin  | 27 | 12 | 8 | 7  | 54 | 35 | 1,54 | 32  |
|   | 4  | Spandauer SV            | 27 | 11 | 4 | 12 | 50 | 56 | 0,89 | 26  |
|   | 5  | Berliner SV 92          | 27 | 10 | 5 | 12 | 43 | 47 | 0,91 | 25  |
|   | 6  | Berliner FC Südring     | 27 | 10 | 5 | 12 | 36 | 48 | 0,75 | 25  |
|   | 7  | FC Hertha 03 Zehlendorf | 27 | 8  | 6 | 13 | 45 | 51 | 0,88 | 22  |
|   | 8  | SC Wacker 04 Berlin     | 27 | 7  | 8 | 12 | 38 | 57 | 0,67 | 22  |
|   | 9  | Berliner FC Viktoria 89 | 27 | 8  | 5 | 14 | 43 | 59 | 0,73 | 21  |
| R | 10 | SC Union 06 Berlin      | 27 | 3  | 4 | 20 | 54 | 74 | 0,73 | 10  |

### Montants depuis l'échelon inférieur
Le dernier classé fut relégué et remplacé par le SC Tegel Berlin.

## Oberliga West
L'Oberliga West 1961-1962 (en français : Ligue supérieure de football d'Allemagne occidentale) fut une ligue de football. Elle fut la 14e édition de cette ligue en tant que partie intégrante de la nouvelle formule du Championnat d'Allemagne de football.
Cette zone couvrait la région Ouest du pays : le Land de Rhénanie du Nord-Wesphalie.
De 1946 à la fin de l'été 1948, les équipes de cette Oberliga avaient pris part, en commun avec les clubs de la région "Nord", aux compétitions appelées Meisterschaft der Britische Besatzungzone 1946-1947 et  Meisterschaft der Britische Besatzungzone 1947-1948.

### Compétitions
Troisième titre de Westdeutscher Meister consécutif pour le Cologne qui se qualifia pour la phase finale nationale avec le FC Schalke 04. Quelques semaines plus tard, le club rhénan remporta le premier titre national de son Histoire.
Les deux derniers classés furent relégués en 2. Oberliga West.

#### Légende
| Légende         | |
| C               | Westdeutscher Meister & qualifié pour la phase finale nationale                                           |
| Q               | qualifié pour la phase finale nationale                                                                   |
| (T)             | Tenant du titre Oberliga West 1960-1961                                                                   |
| R               | club relégués en 2. Oberliga West pour la saison suivante                                                 |
| en augmentation | club promu de la 2. Oberliga West depuis la fin de la saison précédente                                   |
| CE              | "Coupe d'Europe": club désigné pour participer à la 5e édition de la Coupe d'Europe des Villes de Foires. |

#### Classement
|    |    |                          | M  | G  | N  | P  | +  | -  | Avg  | Pts |
| -- | -- | ------------------------ | -- | -- | -- | -- | -- | -- | ---- | --- |
| C  | 1  | 1. FC Köln (T)           | 30 | 20 | 4  | 6  | 89 | 40 | 2,23 | 44  |
| Q  | 2  | FC Schalke 04            | 30 | 18 | 7  | 5  | 68 | 40 | 1,70 | 43  |
|    | 3  | Rot-Weiss Oberhausen     | 30 | 16 | 8  | 6  | 53 | 37 | 1,43 | 40  |
|    | 4  | Schwarz-Weiss Essen      | 30 | 13 | 12 | 5  | 64 | 39 | 1,64 | 38  |
|    | 5  | Meidericher SV           | 30 | 13 | 9  | 8  | 50 | 37 | 1,35 | 35  |
|    | 6  | SC Westfalia Herne       | 30 | 14 | 6  | 10 | 58 | 45 | 1,29 | 34  |
|    | 7  | SC Preussen Münster      | 30 | 11 | 12 | 7  | 60 | 47 | 1,28 | 34  |
|    | 8  | Borussia Dortmund        | 30 | 12 | 8  | 10 | 67 | 51 | 1,31 | 32  |
|    | 9  | Fortuna Düsseldorf       | 30 | 13 | 6  | 11 | 57 | 50 | 1,14 | 32  |
| CE | 10 | SC Viktoria 04 Köln      | 30 | 13 | 3  | 14 | 62 | 72 | 0,86 | 29  |
|    | 11 | Aachener TSV Alemannia   | 30 | 8  | 11 | 11 | 50 | 56 | 0,89 | 27  |
|    | 12 | Sportfreunde Hamborn 07  | 30 | 8  | 6  | 16 | 38 | 68 | 0,56 | 22  |
|    | 13 | Borussia Mönchengladbach | 30 | 9  | 3  | 18 | 42 | 57 | 0,74 | 21  |
|    | 14 | TSV Marl-Hüls            | 30 | 7  | 7  | 16 | 52 | 82 | 0,63 | 21  |
| R  | 15 | SV Sodingen              | 30 | 5  | 8  | 17 | 31 | 57 | 0,54 | 18  |
| R  | 16 | Duisburger SpV           | 30 | 3  | 4  | 23 | 28 | 91 | 0,31 | 10  |

### Montée/Descente depuis l'étage inférieur
Depuis la saison 1949-1950, la Westdeutscher Fußball-und Leichtathletikverband (WFLV), avait créé la 2. Oberliga West.
En fin de saison, les deux derniers classés furent relégués et furent remplacés par les deux premiers de la 2. Oberliga West : SV Bayer 04 Leverkusen (Champion 2. Oberliga West) et Wuppertaler DV (Vice-champion 2. Oberliga West).

### Parcours européen

#### Coupe des Villes de Foires
Le 1. FC Köln avait été choisi pour participer à la quatrième édition de la Coupe d'Europe des Villes de Foires. Le club allemand fut éliminé dès le 1er tour.
- 1er tour

| Équipe 1   | Résultat | Équipe 2    | Aller | Retour | Appui |
| ---------- | -------- | ----------- | ----- | ------ | ----- |
| 1. FC Köln | 7 - 9    | Inter Milan | 4 - 2 | 0 - 2  | 3 - 5 |

## Oberliga Südwest
L'Oberliga Südwest 1961-1962 (en français : Ligue supérieure de football d'Allemagne du Sud-Ouest) est une ligue de football. Elle constitue la 15e édition en tant que partie intégrante de la nouvelle formule du Championnat d'Allemagne de football.
Cette zone couvre le Sud-Ouest du pays et regroupe les Länder de Sarre et de Rhénanie-Palatinat.

### Compétition
Après avoir terminé trois fois consécutivement à la place de vice-champion, le Borussia Neunkirchen enlève enfin le titre de Südwestdeutscher Meister. Le FK Pirmasens se classe 2e. Les deux clubs prennent part à la phase finale nationale.
Après avoir évité la relégation pendant plusieurs saisons, l'Eintracht Trier doit cette fois ci descendre en 2. Oberliga Südwest. Il est accompagné par le SV Phönix 03 Ludwigshafen.

#### Légende
| Légende         |                                                                            |
| C               | Südwest Meister & qualifié pour la phase finale nationale                  |
| Q               | qualifié pour la phase finale nationale                                    |
| (T)             | Tenant du titre Oberliga Südwest 1960-1961                                 |
| R               | Relégué en 2. Oberliga Südwest en vue de la saison suivante                |
| en augmentation | club promu de la 2. Oberliga Südwest depuis la fin de la saison précédente |

#### Classement
|   |    |                             | M  | G  | N  | P  | +   | -  | Avg   | Pts |
| - | -- | --------------------------- | -- | -- | -- | -- | --- | -- | ----- | --- |
| C | 1  | VfB Borussia Neunkirchen    | 30 | 21 | 6  | 3  | 102 | 29 | 3,52  | 48  |
| C | 2  | FK Pirmasens                | 30 | 20 | 5  | 5  | 104 | 33 | 3,15  | 45  |
|   | 3  | 1. FC Saarbrücken (T)       | 30 | 18 | 6  | 6  | 79  | 44 | 1,801 | 42  |
|   | 4  | 1. FC Kaiserslautern        | 30 | 16 | 8  | 6  | 66  | 37 | 1,78  | 40  |
|   | 5  | VfR Wormatia Worms 08       | 30 | 14 | 9  | 7  | 66  | 40 | 1,65  | 37  |
|   | 6  | TuRa Ludwigshafen           | 30 | 11 | 12 | 7  | 62  | 54 | 1,15  | 34  |
|   | 7  | Ludwigshafener SC 1925      | 30 | 10 | 8  | 12 | 38  | 48 | 0,71  | 28  |
|   | 8  | Sportfreunde 05 Saarbrücken | 30 | 11 | 4  | 15 | 52  | 75 | 0,69  | 26  |
|   | 9  | SV Saar 05 Saarbrücken      | 30 | 10 | 5  | 15 | 42  | 56 | 0,75  | 25  |
|   | 10 | 1. FSV Mainz 05             | 30 | 10 | 5  | 15 | 47  | 69 | 0,68  | 25  |
|   | 11 | BSC 1914 Oppau              | 30 | 8  | 9  | 13 | 42  | 70 | 0,60  | 25  |
|   | 12 | TuS Neuendorf               | 30 | 9  | 6  | 15 | 53  | 60 | 0,88  | 24  |
|   | 13 | Eintracht Bad Kreuznach     | 30 | 7  | 10 | 13 | 33  | 59 | 0,56  | 24  |
|   | 14 | VfR Kaiserslautern          | 30 | 10 | 3  | 17 | 35  | 63 | 0,56  | 23  |
| R | 15 | SV Eintracht Trier          | 30 | 7  | 5  | 18 | 28  | 78 | 0,36  | 19  |
| R | 16 | SV Phönix 03 Ludwigshafen   | 30 | 4  | 7  | 19 | 28  | 62 | 0,45  | 15  |

### Montées depuis l'étage inférieur
Depuis la saison 1951-1952, la Fußball-Regional-Verband Südwest (FRVS) a instauré une ligue constituant un 2e niveau : la 2. Oberliga Südwest.
Les deux derniers classés sont relégués en 2. Oberliga Südwest. Ils sont remplacés par les deux clubs relégués de la saison précédente : SV Niederlahnstein (Champion 2. Oberliga Südwest) et VfR Frankenthal (Vice-champion 2. Oberliga Südwest).

## Oberliga Süd
L'Oberliga Süd 1961-1962 (en français : Ligue supérieure de football d'Allemagne du Sud) est la 15e édition de la compétition en tant que partie intégrante du Championnat d'Allemagne de football.
L'Oberliga Süd couvre le Sud du pays et regroupe les Länder du Bade-Wurtemberg, de Bavière et de Hesse.

### Compétition
Le duo gagnant de la saison précédente est reconduit dans le même ordre : le 1. FC Nürnberg conserve le titre de Süddeutscher Meister devant le SG Eintracht Frankfurt. Les deux clubs sont qualifiés pour la phase finale nationale.
Quelques semaines plus tard, le 1. FC Nurnberg s'adjuge le huitième titre national de son histoire.
Les deux derniers classés sont relégués en 2. Oberliga Sud.

#### Légende
| Légende         | |
|                 | Champion d'Allemagne de l'Ouest 1961                                                                      |
| C               | Süddeutscher Meister & qualifié pour la phase finale nationale                                            |
| Q               | qualifié pour la phase finale nationale                                                                   |
| (T)             | Tenant du titre 1960-1961                                                                                 |
| R               | Relégué en 2. Oberliga Süd en vue de la saison suivante.                                                  |
| en augmentation | club promu de 2. Oberliga Süd, depuis la fin de la saison précédente.                                     |
| CE              | "Coupe d'Europe": club désigné pour participer à la 5e édition de la Coupe d'Europe des Villes de Foires. |

#### Classement
|    |    |                        | M  | G  | N  | P  | +  | -  | Avg  | Pts |
| -- | -- | ---------------------- | -- | -- | -- | -- | -- | -- | ---- | --- |
| C  | 1  | 1. FC Nürnberg (T)     | 30 | 20 | 3  | 7  | 70 | 30 | 2,33 | 43  |
| Q  | 2  | SG Eintracht Frankfurt | 30 | 19 | 5  | 6  | 81 | 37 | 2,19 | 43  |
| CE | 3  | FC Bayern München      | 30 | 17 | 6  | 7  | 67 | 55 | 1,22 | 40  |
|    | 4  | Offenbacher FC Kickers | 30 | 16 | 5  | 9  | 65 | 50 | 1,30 | 37  |
|    | 5  | VfB Stuttgart          | 30 | 13 | 8  | 9  | 66 | 53 | 1,25 | 34  |
|    | 6  | FC Bayern Hof 1910     | 30 | 12 | 8  | 10 | 55 | 56 | 0,98 | 32  |
|    | 7  | TSV 1860 München       | 30 | 11 | 8  | 11 | 64 | 57 | 1,12 | 30  |
|    | 8  | SSV Reutlingen 05      | 30 | 12 | 5  | 13 | 57 | 51 | 1,12 | 29  |
|    | 9  | Karlsruher SC          | 30 | 8  | 12 | 10 | 47 | 44 | 1,07 | 28  |
|    | 10 | VfR Mannheim           | 30 | 9  | 10 | 11 | 47 | 59 | 0,80 | 28  |
|    | 11 | BC Augsburg            | 30 | 9  | 8  | 13 | 55 | 63 | 0,87 | 26  |
|    | 12 | SpVgg Fürth            | 30 | 6  | 12 | 12 | 31 | 39 | 0,79 | 24  |
|    | 13 | TSV Schwaben Augsburg  | 30 | 10 | 3  | 17 | 43 | 78 | 0,55 | 23  |
|    | 14 | 1. FC Schweinfurt 05   | 30 | 9  | 4  | 17 | 39 | 63 | 0,62 | 22  |
| R  | 15 | FSV Frankfurt          | 30 | 7  | 7  | 16 | 35 | 65 | 0,54 | 21  |
| R  | 16 | SV 07 Waldhof          | 30 | 6  | 8  | 16 | 39 | 61 | 0,64 | 20  |

### Parcours européen

#### Coupe des Clubs champions
Champion d'Allemagne de l'Ouest 1961, le 1. FC Nürnberg participe à la Coupe des Clubs champions européens. Le Champion d'Allemagne est éliminé en quarts de finale, par le Benfica SL, champion d'Europe en titre.
| Aller - Tour préliminaire     | 1. FC Nürnberg VfL                                                   | 5 - 0   | Drumcondra FC |                                |                                |
| Mercredi 23 août 1961 17 H 30 | Heinz Müller 10e · Heinz Strehl 15e 23e · Reinhold Gettinger 46e 74e | (3 - 0) |               | Städtisches Stadion, Nuremberg | Städtisches Stadion, Nuremberg |
| Mercredi 23 août 1961 17 H 30 | Rapport                                                              |         |               | Städtisches Stadion, Nuremberg | Städtisches Stadion, Nuremberg |

| Retour - Tour préliminaire         | Drumcondra FC          | 1 - 4   | 1. FC Nürnberg VfL           |                    |                    |
| Mercredi 13 septembre 1961 20 H 45 | Christopher Fullam 16e | (1 - 1) | Heinz Strehl 15e 47e 52e 65e | Tolka Park, Dublin | Tolka Park, Dublin |
| Mercredi 13 septembre 1961 20 H 45 | Rapport                |         |                              | Tolka Park, Dublin | Tolka Park, Dublin |

Le 1. FC Nürnberg VfL se qualifie (9-1 en cumulé).
| Aller - 8e de finale     | Fenerbahçe SK | 1 - 2   | 1. FC Nürnberg VfL                         |                                     |                                     |
| Mercredi 18 octobre 1961 | Can Bartu 65e | (0 - 0) | Gustav Flachenecker 53e · Heinz Strehl 56e | Stade Mithatpaşa Stadyumu, Istanbul | Stade Mithatpaşa Stadyumu, Istanbul |
| Mercredi 18 octobre 1961 | Rapport       |         |                                            | Stade Mithatpaşa Stadyumu, Istanbul | Stade Mithatpaşa Stadyumu, Istanbul |

| Retour - 8e de finale    | 1. FC Nürnberg VfL | 1 - 0   | Fenerbahçe SK |                                |                                |
| Dimanche 3 décembre 1961 | Tasso Wild 72e     | (0 - 0) |               | Städtisches Stadion, Nuremberg | Städtisches Stadion, Nuremberg |
| Dimanche 3 décembre 1961 | Rapport            |         |               | Städtisches Stadion, Nuremberg | Städtisches Stadion, Nuremberg |

Le 1. FC Nürnberg VfL se qualifie (3-1 en cumulé).
| Aller                       | 1. FC Nürnberg VfL                             | 3 - 1   | SL Benfica          |                                |                                |
| Jeudi 1er février 1962 15 H | Gustav Flachenecker 31e 85e · Heinz Strehl 40e | (2 - 1) | Domiciano Cavém 10e | Städtisches Stadion, Nuremberg | Städtisches Stadion, Nuremberg |
| Jeudi 1er février 1962 15 H | Rapport                                        |         |                     | Städtisches Stadion, Nuremberg | Städtisches Stadion, Nuremberg |

| Retour                | SL Benfica                                                               | 6 - 0   | 1. FC Nürnberg VfL |                               |                               |
| Jeudi 22 février 1962 | José Águas 3e · Eusébio 4e 55e · Mário Coluna 21e · José Augusto 63e 78e | (3 - 0) |                    | Stade du SL Benfica, Lisbonne | Stade du SL Benfica, Lisbonne |
| Jeudi 22 février 1962 | Rapport                                                                  |         |                    | Stade du SL Benfica, Lisbonne | Stade du SL Benfica, Lisbonne |

Le 1. FC Nürnberg VfL est éliminé (3-7 en cumulé).

### Montée / Descente depuis l'étage inférieur
Créée lors de la saison 1950-1951 par la Süddeutscher Fußball-Verband (SFV), la 2. Oberliga Süd se trouve directement inférieure à l'Oberliga et directement supérieure aux séries de Landesliga.
Les deux derniers classés sont relégués et remplacés par les deux premiers de la 2. Oberliga Süd : KSV Hessen Kassel (Champion) et SSV Ulm 1846 (Vice-champion).

## Phase finale nationale

### Les 9 clubs participants
| Oberligen           | Qualifiés                             | Remarques                           | Tour d'entrée              |
| ------------------- | ------------------------------------- | ----------------------------------- | -------------------------- |
| Oberliga Nord       | Hamburger SV SV Werder Bremen         | Norddeutscher Meister 2e Nord       | Groupe 2 Tour préliminaire |
| Vertragsliga Berlin | SC Tasmania 1900 Berlin               | Berliner Meister                    | Groupe 1                   |
| Oberliga West       | 1. FC Köln FC Schalke 04              | Westdeutscher Meister 2e West       | Groupe 2 Tour préliminaire |
| Oberliga Südwest    | VfB Borussia Neunkirchen FK Pirmasens | Südwestdeutscher Meister 2e Südwest | Groupe 2 Groupe 1          |
| Oberliga Süd        | 1. FC Nürnberg Eintracht Frankfurt    | Süddeutscher Meister 2e Süd         | Groupe 1 Groupe 2          |

### Compétition

#### Tour de qualification
2 clubs disputent un match de qualification : il s'agit des clubs ayant terminé à la deuxième place dans les Oberliga Nord et Ouest. Le vainqueur de la rencontre est qualifié pour la phase finale.
| Équipe 1      | Résultat | Équipe 2     |
| ------------- | -------- | ------------ |
| FC Schalke 04 | 4 - 1    | Werder Brême |

#### Premier tour
Les points sont distribués suivant le barème suivant : 2 points pour une victoire, un point pour un match nul, et aucun point pour une défaite.

##### Groupe 1
| Rang | Équipe               | Pts | J | G | N | P | Bp | Bc | Diff |  | Résultats (▼ dom., ► ext.) | Nur | Tas | Sch | Neu |
| ---- | -------------------- | --- | - | - | - | - | -- | -- | ---- |  | -------------------------- | --- | --- | --- | --- |
| 1    | 1. FC Nuremberg      | 6   | 3 | 3 | 0 | 0 | 8  | 4  | +4   |  | 1. FC Nuremberg            |     | 2-1 | 3-1 | 3-2 |
| 2    | Tasmania 1900 Berlin | 3   | 3 | 1 | 1 | 1 | 3  | 3  | 0    |  | Tasmania 1900 Berlin       |     |     | 1-1 | 1-0 |
| 3    | FC Schalke 04        | 3   | 3 | 1 | 1 | 1 | 5  | 6  | -1   |  | FC Schalke 04              |     |     |     | 3-2 |
| 4    | Borussia Neunkirchen | 0   | 3 | 0 | 0 | 3 | 4  | 7  | -3   |  | Borussia Neunkirchen       |     |     |     |     |

##### Groupe 2
| Rang | Équipe              | Pts | J | G | N | P | Bp | Bc | Diff |  | Résultats (▼ dom., ► ext.) | Col | Ein | Ham | Pir  |
| ---- | ------------------- | --- | - | - | - | - | -- | -- | ---- |  | -------------------------- | --- | --- | --- | ---- |
| 1    | 1. FC Cologne       | 6   | 3 | 3 | 0 | 0 | 14 | 1  | +13  |  | 1. FC Cologne              |     | 3-1 | 1-0 | 10-0 |
| 2    | Eintracht Francfort | 4   | 3 | 2 | 0 | 1 | 11 | 5  | +6   |  | Eintracht Francfort        |     |     | 2-1 | 8-1  |
| 3    | Hambourg SV         | 2   | 3 | 1 | 0 | 2 | 7  | 6  | +1   |  | Hambourg SV                |     |     |     | 6-3  |
| 4    | FK Pirmasens        | 0   | 3 | 0 | 0 | 3 | 4  | 24 | -20  |  | FK Pirmasens               |     |     |     |      |

#### Finale
| 12 mai 1962 | FC Cologne                                        | 4 - 0 | FC Nuremberg | Olympiastadion, Berlin                        |                                               |
|             | H.Schäfer 22e · E-G. Habig 26e, 49e · F. Pott 71e |       |              | Spectateurs : 82 700 Arbitrage : Albert Dusch | Spectateurs : 82 700 Arbitrage : Albert Dusch |

## Bilan de la saison
| Tableau d'Honneur              |                 |
| Compétition                    | Vainqueur       |
| Championnat de RFA de football | 1. FC Cologne   |
| Coupe de RFA de football       | 1. FC Nuremberg |

| Qualifications européennes                   |                                             |
| Coupe d'Europe des clubs champions 1962-1963 | Qualifié                                    |
| Tour préliminaire                            | 1. FC Cologne                               |
| Coupe des Coupes 1962-1963                   | Qualifié                                    |
| Demi-finale                                  | 1. FC Nuremberg                             |
| Coupe des villes de foires 1962-1963         | Qualifié                                    |
| Premier tour                                 | SC Tasmania 1900 Berlin SC Viktoria 04 Köln |
| Quart de finale                              | FC Bayern München                           |